# Julien Desrosiers
Julien Desrosiers (ur. 14 października 1980 w Saint-Anaclet-de-Lessard, Quebec, Kanada) – francuski hokeista pochodzenia kanadyjskiego, reprezentant Francji.

## Kariera
- Jonquière Élites (1996-1997)
- Rimouski Océanic (1997-1999)
- Drummondville Voltigeurs (1997-1999)
- Étoile noire de Strasbourg (2001-2002)
- Remparts de Tours (2002-2004)
- Diables Rouges de Briançon (2004-2005)
- Dragons de Rouen (2005-2015)
- Boxers de Bordeaux (2015-2018)

Urodził się w Kanadzie. Tam przez cztery sezony grał w juniorskiej lidze QMJHL w ramach CHL. W 2001 przeniósł się do Francji i występuje w rozgrywkach Ligue Magnus. Od 2005 do 2015 przez 10 sezonów grał w klubie Dragons de Rouen. Od kwietnia 2015 zawodnik Boxers de Bordeaux. Po sezonie 2017/2018 ogłosił zakończenie kariery.
W barwach Francji uczestniczył w turniejach mistrzostw świata w 2005, 2006, 2007 (Dywizja I), 2008, 2011, 2012, 2013, 2014, 2015, 2016 (Elita).

## Sukcesy
Reprezentacyjne

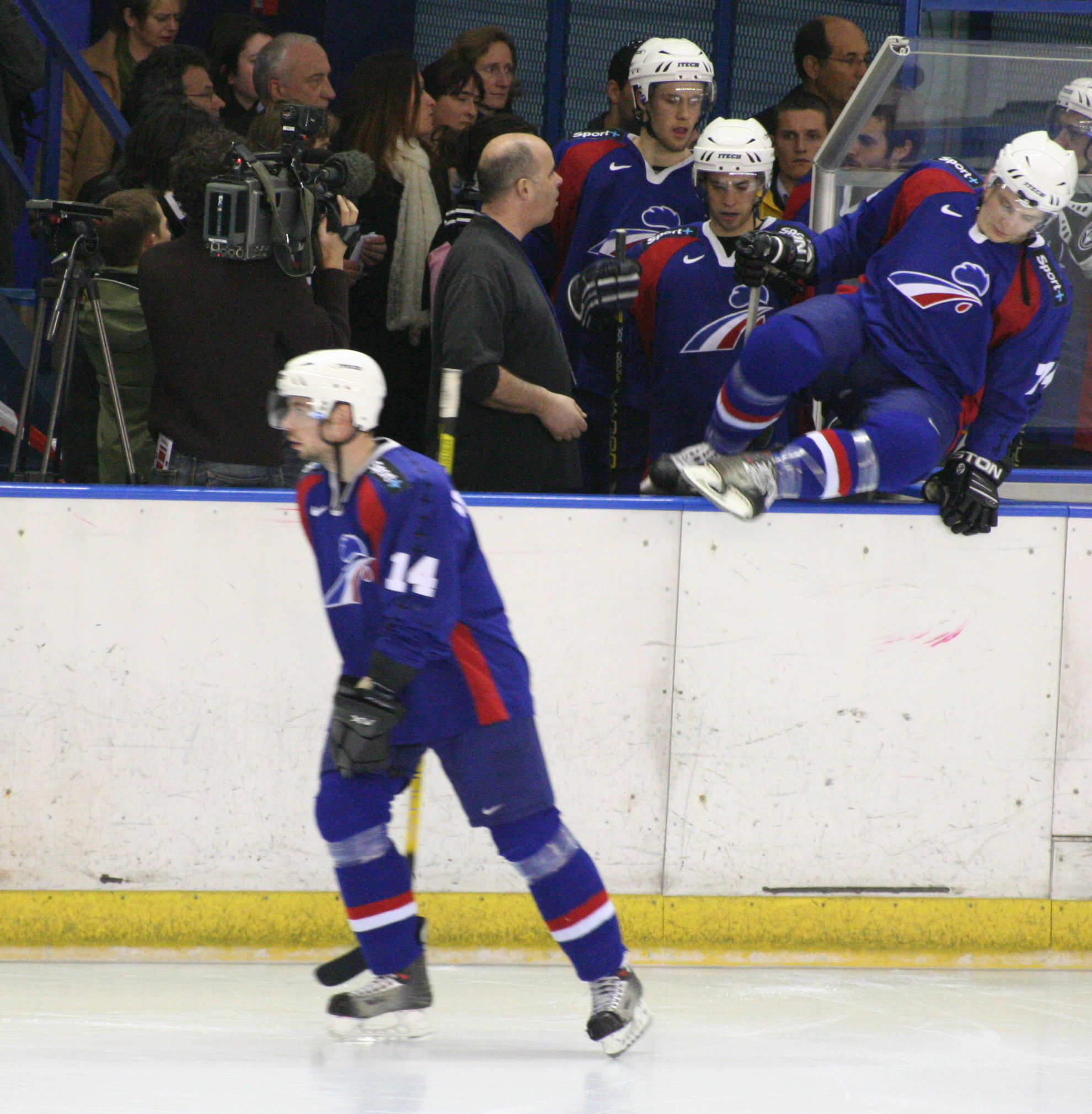
Julien Desrosiers w barwach Francji (2006)

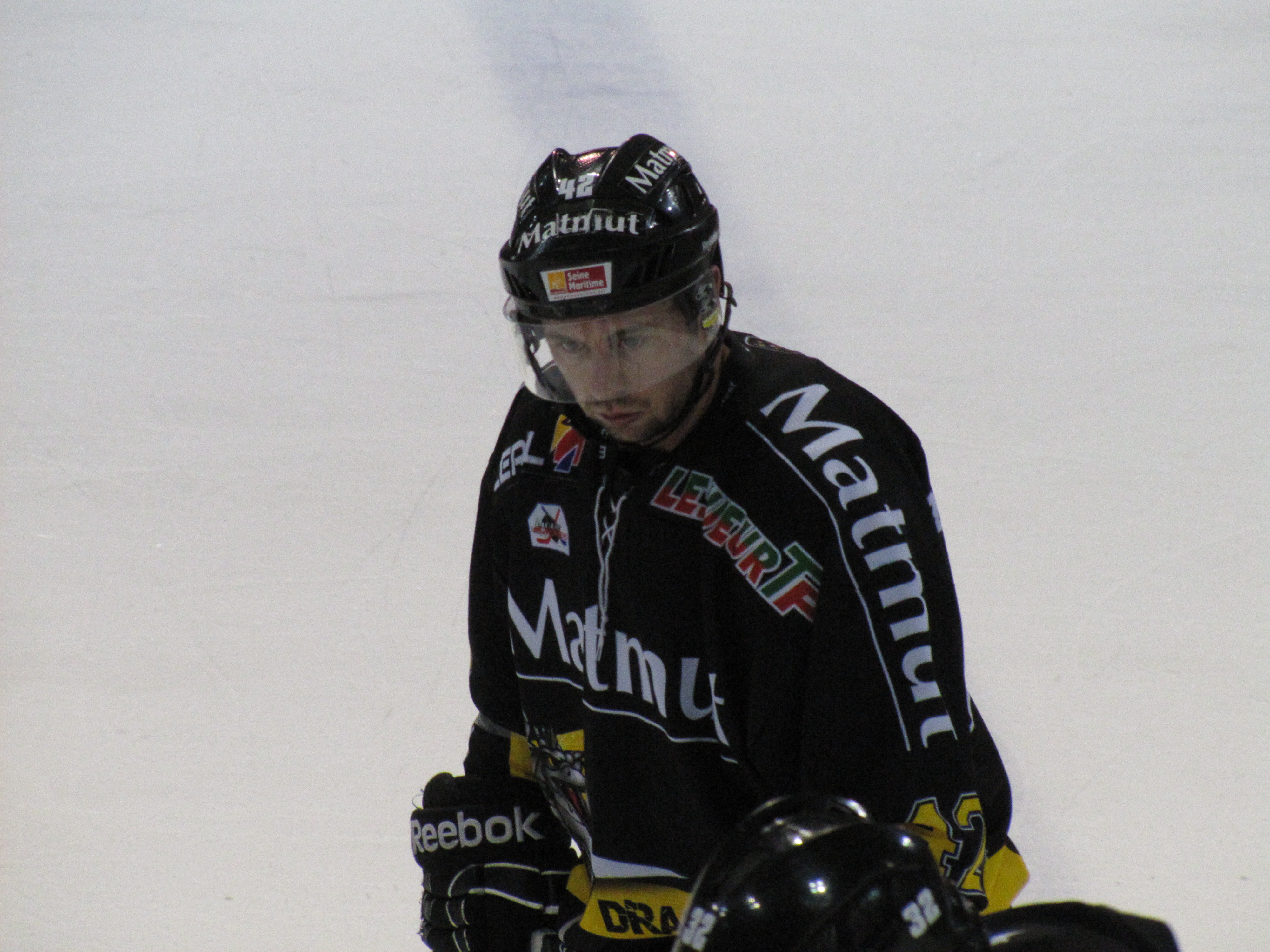
Julien Desrosiers w barwach Dragons de Rouen (2014)

- Awans do Elity mistrzostw świata: 2007

Klubowe
- Złoty medal mistrzostw Francji: 2006, 2008, 2010, 2011, 2013 z Rouen
- Puchar Francji: 2005, 2011, 2013 z Rouen
- Puchar Ligi: 2008, 2010 z Rouen
- Trofeum Mistrzów: 2010 z Rouen
- Puchar Kontynentalny: 2012 z Rouen

Indywidualne
- Ligue Magnus 2004/2005:
  - Pierwsze miejsce w klasyfikacji strzelców w sezonie zasadniczym: 31 goli
  - Skład gwiazd
- Mistrzostwa Świata w Hokeju na Lodzie 2005 Dywizja I Grupa B:
  - Pierwsze miejsce w klasyfikacji +/- turnieju: +5
  - Najlepszy napastnik turnieju
- Ligue Magnus 2005/2006:
  - Skład gwiazd
- Ligue Magnus 2006/2007:
  - Skład gwiazd
- Ligue Magnus 2007/2008:
  - Skład gwiazd
- Ligue Magnus 2008/2009:
  - Trofeum Alberta Hasslera – najlepszy francuski zawodnik sezonu
  - Skład gwiazd
- Ligue Magnus 2009/2010:
  - Drugie miejsce w klasyfikacji strzelców w sezonie zasadniczym: 23 gole
  - Piąte miejsce w klasyfikacji kanadyjskiej w sezonie zasadniczym: 47 punktów
  - Skład gwiazd
- Ligue Magnus 2010/2011:
  - Pierwsze miejsce w klasyfikacji asystentów w sezonie zasadniczym: 34 asysty
  - Drugie miejsce w klasyfikacji kanadyjskiej w sezonie zasadniczym: 52 punkty
  - Skład gwiazd
- Ligue Magnus 2011/2012:
  - Najbardziej Wartościowy Zawodnik (MVP) w fazie play-off
- Puchar Kontynentalny 2012/2013#Superfinał - grupa F:
  - Pierwsze miejsce w klasyfikacji asystentów turnieju: 5 asyst[3]
  - Drugie miejsce w klasyfikacji kanadyjskiej turnieju: 6 punktów[4]
  - Najlepszy napastnik turnieju[5][6]
- Ligue Magnus (2014/2015):
  - Pierwsze miejsce w klasyfikacji asystentów w sezonie zasadniczym: 38 asyst
  - Drugie miejsce w klasyfikacji kanadyjskiej w sezonie zasadniczym: 47 punktów
  - Trofeum Alberta Hasslera – najlepszy francuski zawodnik sezonu